# Bahnhof Deidesheim
Der Bahnhof Deidesheim – anfangs Deidesheim-Forst – ist der Bahnhof der rheinland-pfälzischen Landstadt Deidesheim. Er liegt im Verbundgebiet des Verkehrsverbundes Rhein-Neckar (VRN) und hat zwei Bahnsteiggleise. Der Bahnhof steht an der Pfälzischen Nordbahn Neustadt–Monsheim. Eröffnet wurde er am 6. Mai 1865, als der Abschnitt Neustadt–Dürkheim in Betrieb ging. Zunächst wurden am Deidesheimer Bahnhof auch Güter umgeschlagen, der Güterverkehr wurde mittlerweile aber eingestellt. Der Bahnhof dient heute ausschließlich dem Personenverkehr.

## Lage
Der Bahnhof befindet sich am nordöstlichen Siedlungsrand der Stadt, das ehemalige Empfangsgebäude hat die Adresse „Am Bahnhof 1“. Zum Zeitpunkt seiner Inbetriebnahme 1865 lag der Bahnhof noch ein gutes Stück außerhalb Deidesheims, was dazu führte, dass die heutige Bahnhofstraße ausgebaut wurde, um die Zufahrt zum Bahnhof zu erleichtern.

## Geschichte

### Planung, Bau, Eröffnung und erste Jahrzehnte

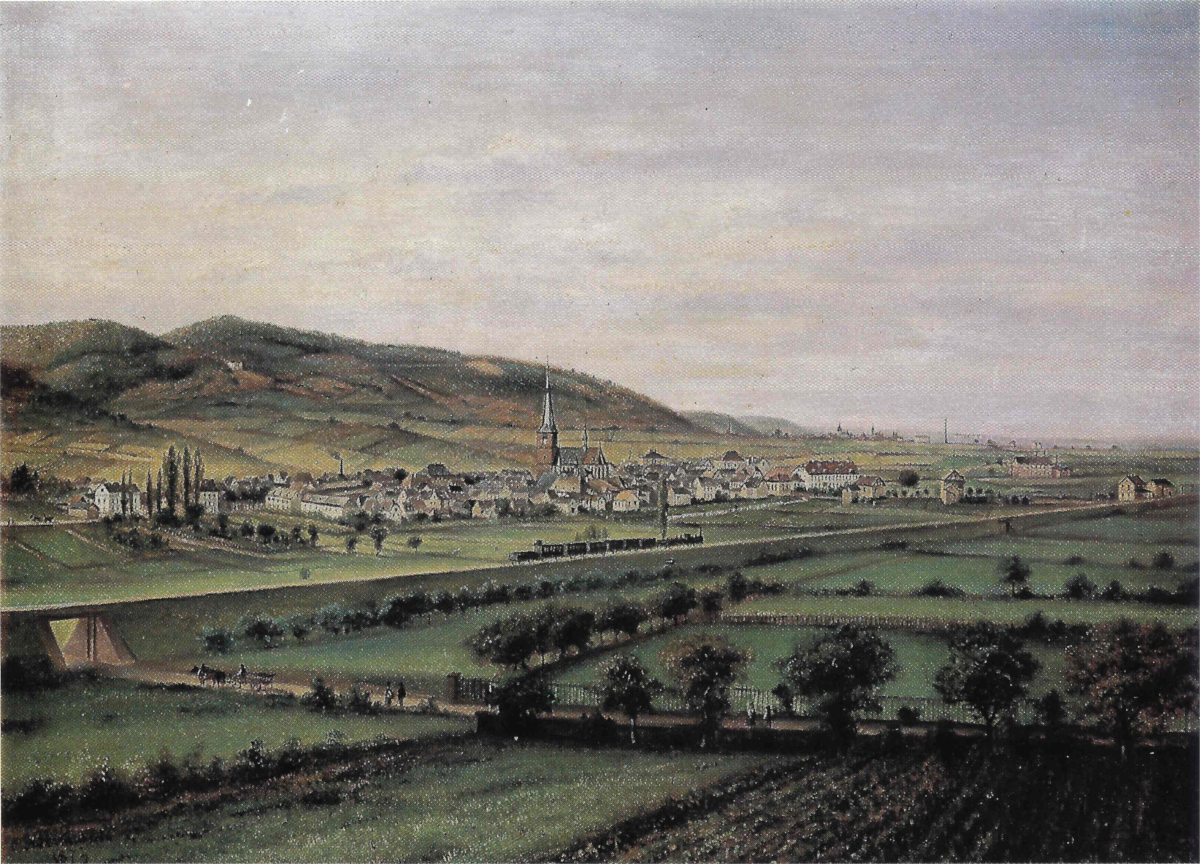
Deidesheim von Südosten mit Bahnlinie, am rechten Bildrand ist der Bahnhof. Bild von Nicolaus Berkhout (1872).

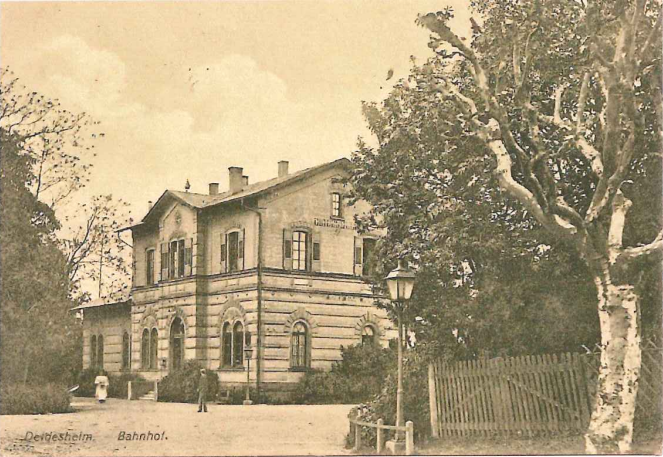
Empfangsgebäude um 1910

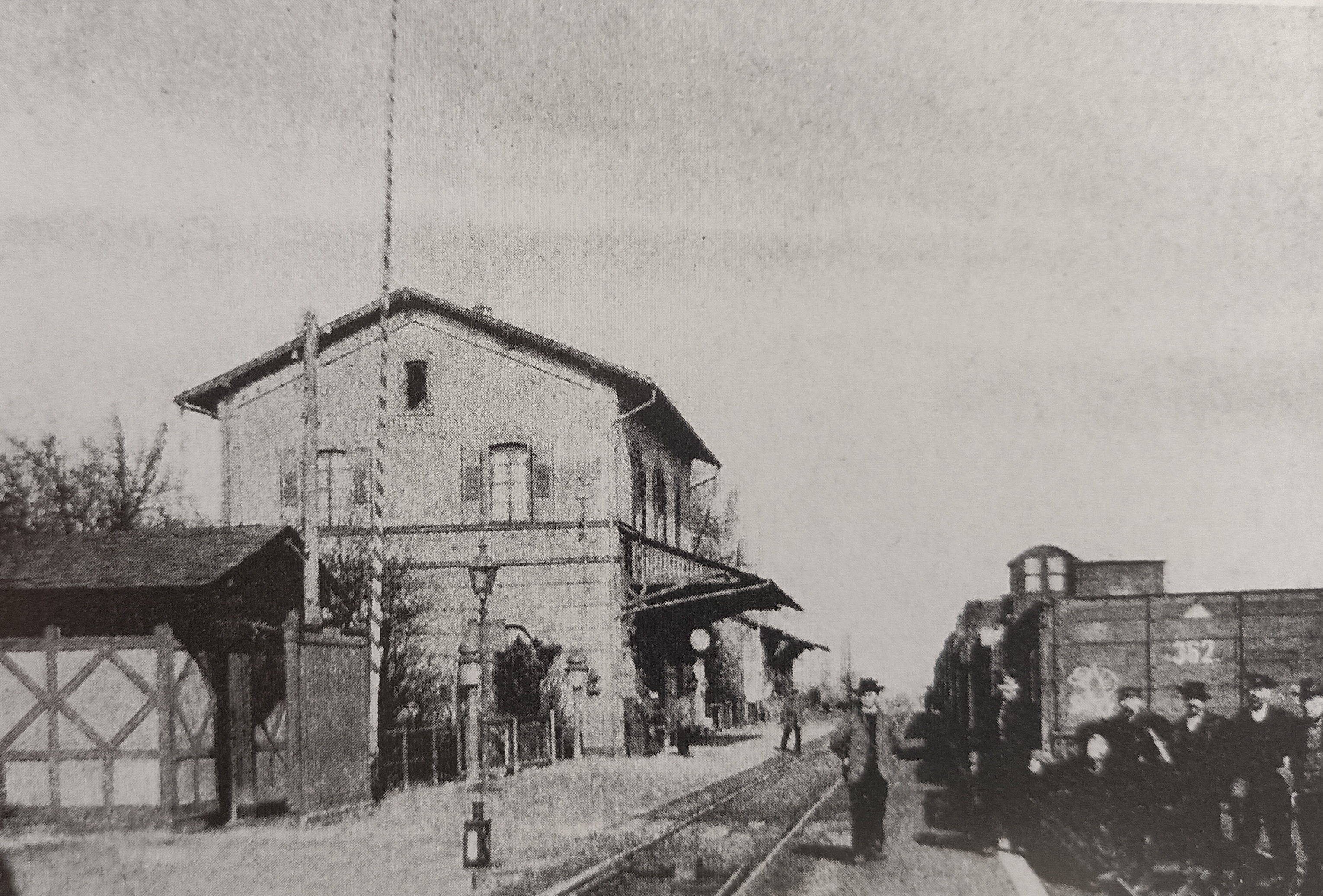
Bahnhof um 1910 – damals noch mit Zwischenbahnsteig

Einige Gemeinden entlang der Haardt, darunter Dürkheim und Deidesheim, strebten Mitte des 19. Jahrhunderts nach einem Anschluss an das Eisenbahnnetz. Im Jahr 1860 wurde ein achtköpfiges Komitee gebildet, das sich für den Bau einer Eisenbahnlinie einsetzen sollte; aus Deidesheim war Ludwig Andreas Jordan darunter. Zunächst war unklar, ob die südöstlich von Deidesheim liegende Gemeinde Ruppertsberg westlich oder östlich umfahren werden sollte; die Entscheidung zugunsten der ersten Variante hatte Auswirkungen auf den Standort des Deidesheimer Bahnhofs. Am 28. August 1862 gab der bayerische König Maximilian II. die Erlaubnis, eine Aktiengesellschaft zum Bau und Betrieb einer Eisenbahnlinie von Neustadt nach Dürkheim zu bilden.
Am 6. Mai 1865 fand die Freigabe der Strecke statt. Der Eröffnungszug begann seine Fahrt um 5:30 Uhr in Dürkheim und wurde bei seiner Ankunft in Deidesheim euphorisch begrüßt. Der mit Flaggen geschmückte Deidesheimer Bahnhof wurde unter Böllerschüssen eröffnet. Neben Mussbach-Gimmeldingen und Wachenheim war der damalige Bahnhof Deidesheim-Forst einer von insgesamt drei Unterwegsbahnhöfen. 1873 war die Verlängerung der Strecke bis ins rheinhessische Monsheim fertig gestellt.
Anfang des 20. Jahrhunderts erhielt der Bahnhof, wie alle in der Pfalz, Bahnsteigsperren. Während dieser Zeit wurde der Bahnhof von der Betriebs- und Bauinspektion Neustadt verwaltet und gehörte zum Zuständigkeitsbereich der Bahnmeisterei Bad Dürkheim. Bestrebungen, die in den Jahren 1890 und 1911 in zwei Etappen eröffnete schmalspurige Bahnstrecke Ludwigshafen–Meckenheim bis nach Deidesheim durchzubinden, blieben jedoch erfolglos. In der Folgezeit wurde der Bahnhofsname in Deidesheim abgeändert.

### Zeit nach dem Ersten Weltkrieg
1922 wurde der Bahnhof der neu gegründeten Reichsbahndirektion Ludwigshafen zugeordnet. Ein Jahr später wurden die am Bahnhof beschäftigten Eisenbahner im Zuge des von Frankreich durchgeführten, bis 1924 dauernden Regiebetriebs ausgewiesen. Danach kehrten sie zurück. Im Zuge der schrittweisen Auflösung der Reichsbahndirektion Ludwigshafen wechselte der Bahnhof zum 1. Februar 1937 in den Zuständigkeitsbereich der Reichsbahndirektion Mainz und des Betriebsamtes (RBA) Neustadt.
Die französische Besatzungsmacht ordnete nach dem Zweiten Weltkrieg alle Bahnanlagen im nördlichen Teil ihrer Besatzungszone der Eisenbahndirektion Mainz zu, so auch den Bahnhof Deidesheim. Mit der schrittweisen Auflösung der Mainzer Direktion in den Jahren 1971/72 fiel die Zuständigkeit für den Bahnhof zum 1. Juni 1971 an die Bundesbahndirektion Karlsruhe.
Zur selben Zeit wurden die Bahnsteigsperren aufgehoben. Seit 1990 liegt der Bahnhof im Verkehrsverbund Rhein-Neckar (VRN). Im Zuge der Auflassung des Bahnhofs Königsbach und des Rückbaus des Bahnhofs Wachenheim zum Haltepunkt stellt der Bahnhof Deidesheim zwischen Mußbach und Bad Dürkheim mittlerweile die einzige Möglichkeit für Zugkreuzungen dar.
Anfang der 1990er Jahre wurde der Bahnhof neu gestaltet, dabei wurde der Zwischenbahnsteig an Gleis 2 zurückgebaut und auf der anderen Seite des östlichen Gleisstrangs ein neuer Bahnsteig angelegt. Der Bahnsteig auf der Westseite wurde ebenfalls erneuert. Nach elfmonatiger Bauzeit wurde der modernisierte Bahnhof 1993 eingeweiht.

## Verkehr

### Personenverkehr
Nach der durchgehenden Eröffnung der Strecke im Jahr 1873 fuhren die Personenzüge mehrere Jahrzehnte lang bis Marnheim an der Bahnstrecke Monsheim–Langmeil. Nach dem Zweiten Weltkrieg verlagerten sich die Verkehrsströme im nördlichen Streckenabschnitt in Richtung Ludwigshafen/Frankenthal, weshalb die Personenzüge in Richtung Norden lediglich bis nach Freinsheim gelangten. Die Strecke wird mittlerweile im Halbstundentakt bedient; jeder zweite Zug fährt über Freinsheim hinaus bis nach Grünstadt. Der im Sommerhalbjahr unter anderem auf der Nordbahn angebotene Ausflugszug „Elsass-Express“ Mainz–Wissembourg hält ebenfalls in Deidesheim. Somit stellt er die einzige umsteigefreie Verbindung über Grünstadt hinaus her.

### Güterverkehr
In den ersten Betriebsjahren existierten keine reinen Güterzüge. Der Fahrplan von 1871 weist pro Richtung täglich fünf gemischte Züge auf, die sich in Deidesheim eine Minute lang aufhielten. In der Folgezeit entwickelte sich der Deidesheimer Bahnhof zu einem bedeutenden Empfänger für Stalldünger, der zur Kultivierung der Weinreben verwendet wurde; mengenmäßig hatte Deidesheim 1890 die wichtigste, 1900 nach dem Ludwigshafener Hauptbahnhof die zweitwichtigste Bahnstation in der Pfalz, die Dünger empfing. Neben dem Bahnhof gab es damals größere Lagermöglichkeiten für den Dünger.

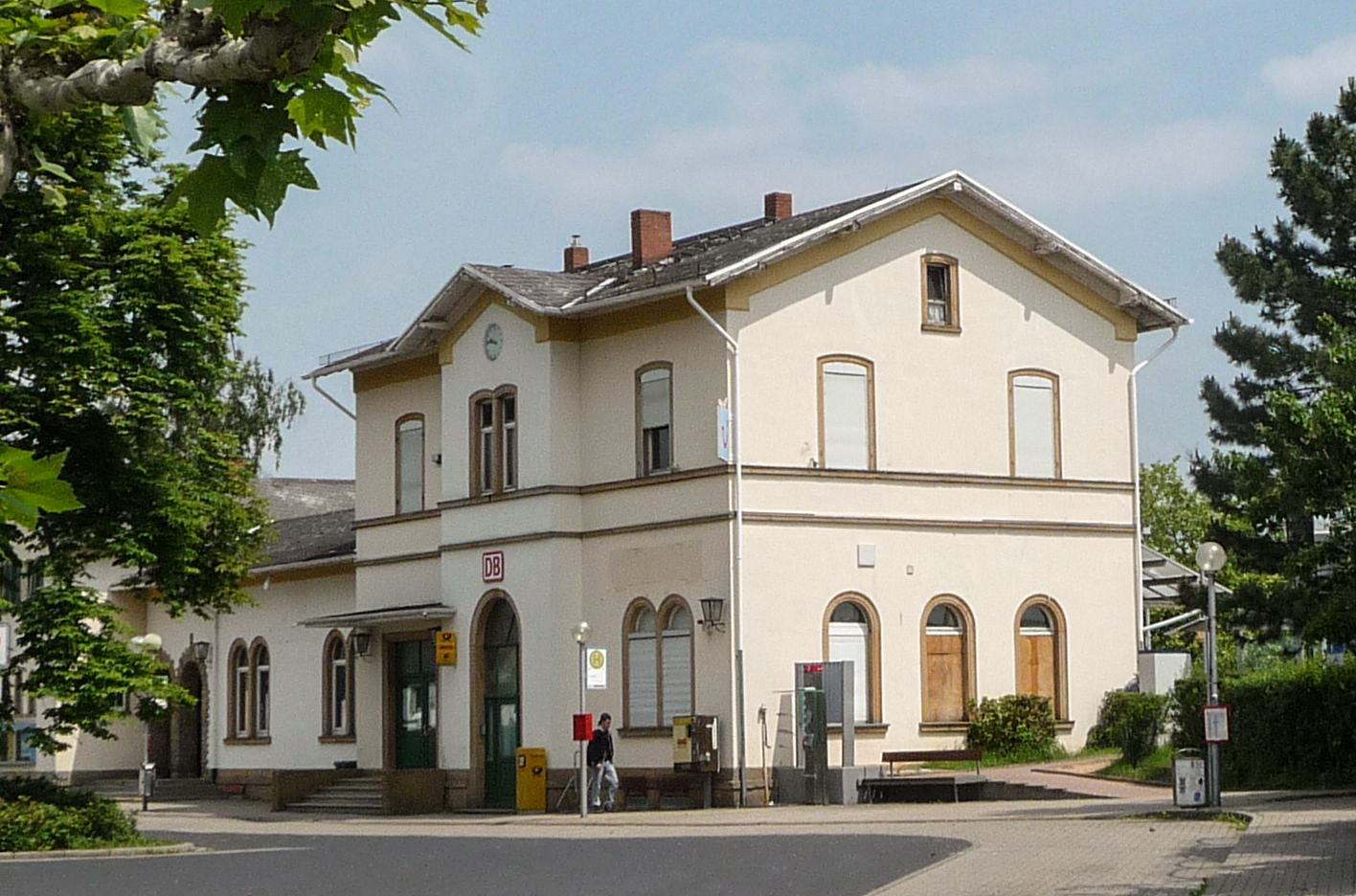
Ehemaliges Empfangsgebäude

Ab 1911 gab es eine Drahtseilbahn, die den Basaltsteinbruch beim nahegelegenen Pechsteinkopf mit dem Bahnhof verband. Die Drahtseilbahn wurde mittlerweile wieder zurückgebaut. Am 30. Mai 1976 wurden sämtliche Bahnhöfe außerhalb von Eisenbahnknotenpunkten als eigenständige Gütertarifpunkte geschlossen, wovon auch der Bahnhof Deidesheim betroffen war. Fortan bedienten Übergabezüge den Bahnhof, der ab dieser Zeit als Satellit des Neustadter Hauptbahnhofs fungierte. Der Güterverkehr wurde mittlerweile komplett eingestellt.

## Bauwerke und Anlagen
Das ehemalige Empfangsgebäude, zuletzt im Eigentum der Stadt Deidesheim, besitzt für den Bahnbetrieb keine Bedeutung mehr und wurde 2013 an einen privaten Investor verkauft. Außerdem besaß der Bahnhof ein Stellwerk, das als Einheitsbauart ausgeführt wurde. Es wurde am 25. Juli 2004 außer Betrieb genommen.